# Pardosa nicobarica
Pardosa nicobarica là một loài nhện trong họ Lycosidae.
Loài này thuộc chi Pardosa. Pardosa nicobarica được Tord Tamerlan Teodor Thorell miêu tả năm 1891.